# WebJet Linhas Aéreas
Webjet Linhas Aéreas  foi uma empresa aérea brasileira que operava no conceito low cost low fare (companhia aérea de baixo custo, baixa tarifa). Sua sede estava localizada na cidade do Rio de Janeiro. Iniciou suas operações aéreas em julho de 2005 e Encerrou As Atividades em 23 De Novembro De 2012 (incorporada à Gol Linhas Aéreas).
Deixou de operar em 23 de novembro de 2012, após a aceitação do CADE da compra feita pela Gol Linhas Aéreas, sendo assim demitidos 850 funcionários nos meses seguintes da conclusão da incorporação com a companhia aérea Gol Linhas Aéreas.

## História

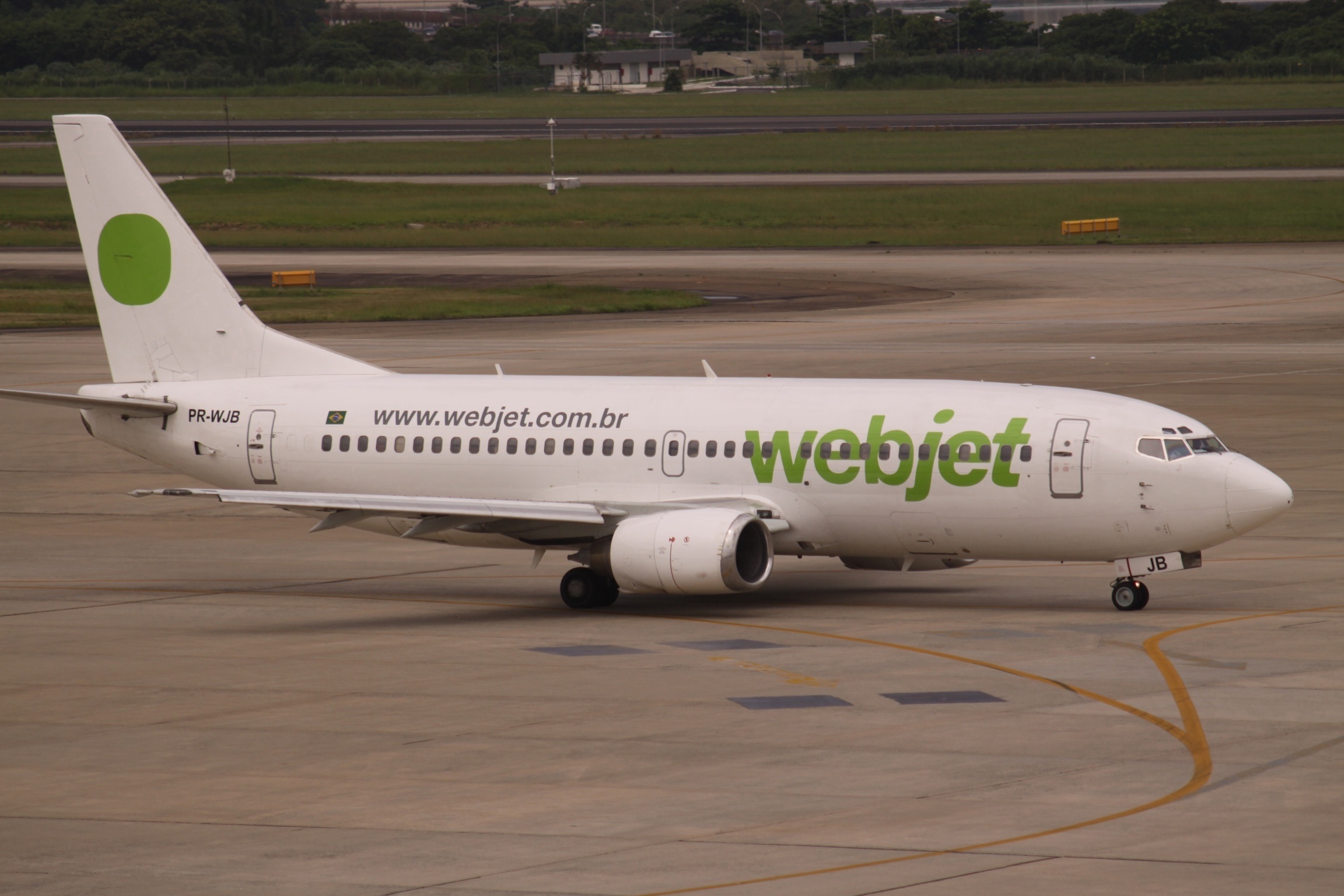
Aeronave Boeing 737-300 da Webjet com a primeira pintura.

No início das operações em julho de 2005, voava na sua primeira fase entre Rio de Janeiro (Galeão), São Paulo (Guarulhos), Brasília, Porto Alegre e Florianópolis. Logo em novembro de 2005, a companhia pediu ao Departamento de Aviação Civil (DAC), antigo órgão responsável pela concessão de linhas aéreas no Brasil, entre outras atribuições, para cancelar temporariamente seus voos. Isto ocorreu pelo fato de que em novembro de 2005 os voos não conseguiram obter 35% de ocupação, em parte por uma guerra tarifária deflagrada por empresas como Gol, Varig e TAM. Apesar da Webjet ter recorrido a esse mecanismo só no final de novembro, os sinais da sua crise e da dificuldade para se manter no ar começaram a ser percebidos em outubro, quando a empresa ficou três dias sem operar nenhum de seus 26 voos programados. Ao final de dezembro de 2005, a empresa entrou com um pedido na Secretaria de Direito Econômico para averiguar se a Gol, Varig e TAM abaixaram seus preços propositadamente para prejudicar suas operações com práticas anticoncorrenciais. O sonho da companhia era encerrar 2005 com novas rotas, uma nova aeronave em operação e o transporte de 500 mil passageiros. Os planos da Webjet foram prejudicados pela acirrada disputa travada no setor aéreo. TAM, Gol e Varig (as três maiores empresas do setor na época) foram responsáveis em 2005 por 97,5% de todo o transporte aéreo doméstico de passageiros. A empresa surgiu como uma companhia de baixo custo (low cost low fare), passagens vendidas somente pela internet, um novo modelo no Brasil, se tornando uma ameaça para as companhias tradicionais do setor.
Em 17 de janeiro de 2006, foi anunciada a venda da companhia a uma associação de empresas de ônibus e ligadas ao setor de turismo, o Grupo Águia e Grupo Jacob Filho. O Grupo Águia, presidido por Wagner Abrahão, com várias empresas ligadas ao setor de viagens, como a Stella Barros (nome fantasia da Assetur), Top Service (logística de viagens), Synergy (viagens corporativas), Pallas (turismo esportivo), Planeta Brasil (turismo receptivo) e Gap One, que consolidava passagens aéreas para as agências de viagens. Já o Grupo Jacob Filho possuía (na época) mais de 20 empresas de ônibus espalhadas pelo país. Entre as empresas do grupo estão a Útil (União Transporte Interestadual de Luxo), Expresso Guanabara e Viação Normandy. O nome dos investidores estrangeiros não foi revelado. Com a mudança da composição acionária, a Webjet passou a ser presidida interinamente por Geraldo Souza Pinto, que já foi diretor de Operações da Varig. Ele é irmão de Fernando Pinto, ex-presidente da estatal aérea portuguesa TAP Portugal.
Em 9 de fevereiro de 2006 os voos foram retomados com um voo do Rio de Janeiro ao Rio Grande do Sul, com a presença de jornalistas e agentes de viagens. Nesta retomada, a empresa operava somente voos fretados (charter). A Webjet realizou neste período voos para Fortaleza, Natal, Porto Seguro, Porto Alegre e Florianópolis.
Em 2 de maio de 2006 a empresa recomeçou a operar regularmente entre Rio de Janeiro e Porto Alegre, semanas depois esticou seus voos também até Curitiba e Salvador. Após rever sua estratégia de apostar em vendas somente pela internet, as passagens passaram a ser comercializadas também por operadores de turismo, agentes de viagens e acordos corporativos. Nessa fase, a Webjet se aproveitou do mercado deixado pela Varig, pensando em prestar um serviço de qualidade com lanches a bordo e espaço agradável entre poltronas.
De maio até o final de 2006 registou cerca de 123 mil passageiros e load factor (média de ocupação das aeronaves) de 72%.
Em 1 de novembro de 2006 a Webjet começou a operar sua segunda aeronave com a reinauguração de voos para Belo Horizonte, atendendo o Aeroporto da Pampulha pela manhã e o Aeroporto Tancredo Neves - Confins durante a tarde. Em dezembro de 2006, a empresa levou ao Japão a delegação do Sport Club Internacional, que viria a se sagrar campeã mundial de futebol ao bater o Barcelona da Espanha em jogo em Yokohama. 

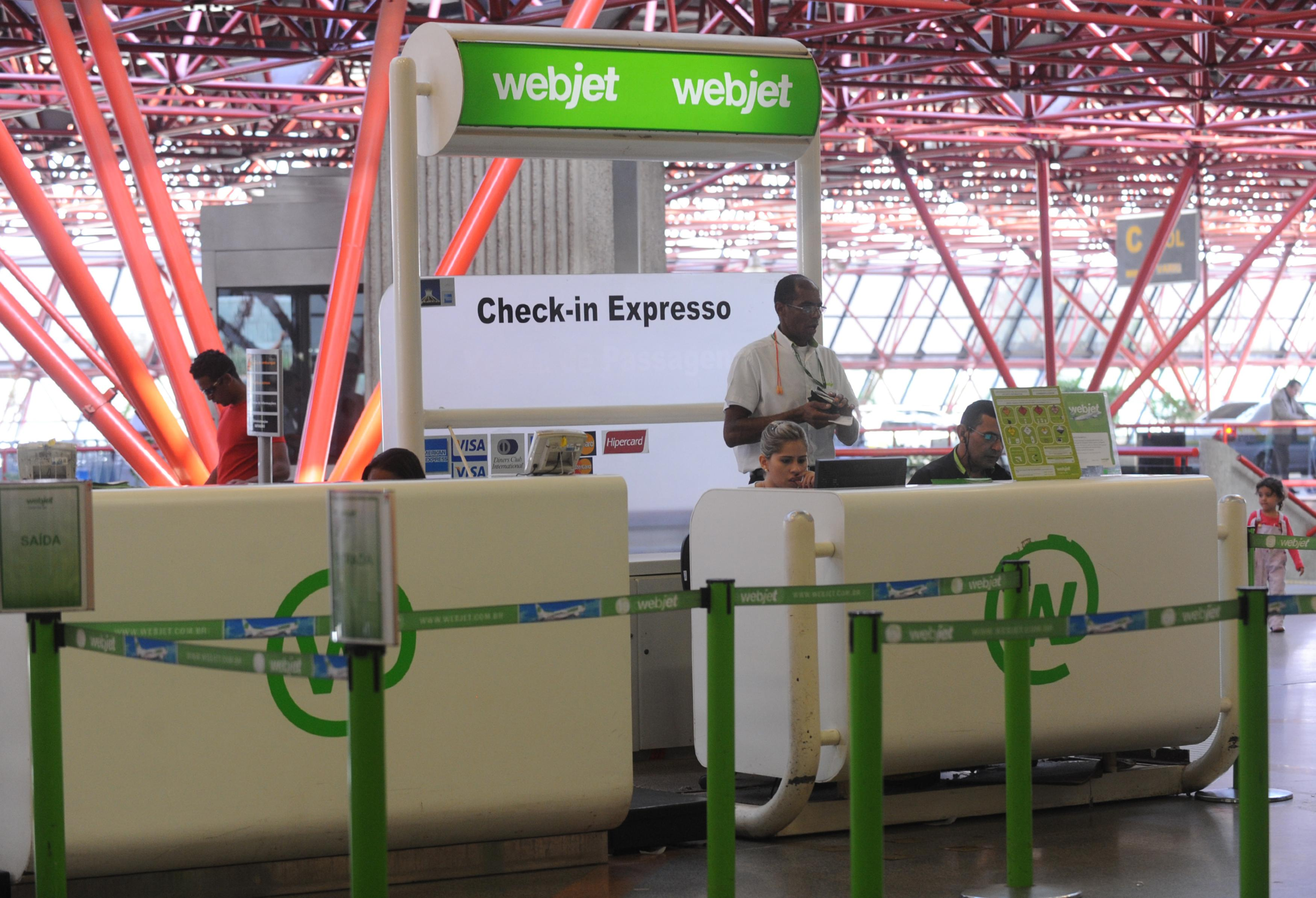
Estande da empresa no Aeroporto Internacional de Brasília.

Em 25 de junho de 2007, a holding CVC fechou a aquisição de 100% das ações da Webjet. A CVC, maior operadora de pacotes turísticos do país, deu um passo concreto para ter voos próprios ao comprar a companhia aérea WebJet por cerca de R$ 45 milhões. A operadora quis reduzir sua dependência por voos de companhias aéreas regulares. Na época, a companhia aérea era controlada pelos empresários Jacob Barata Filho e Wagner Abrahão, cada um com 32,5% e 46,3% das ações, respectivamente, e por um fundo capitaneado por Mauro Molchansky, que detinha o restante do capital. Naquele momento, a operadora de viagens negou tanto a compra da Webjet quanto o interesse por adquirir a empresa. Ela confirmou apenas ter fechado um acordo para fretar os aviões da companhia aérea no período em que eles ficavam ociosos. No entanto, fontes do mercado, incluindo pessoas ligadas à Webjet confirmaram a aquisição.
Com a Holding CVC no comando da Webjet, aos sábados e domingos, a empresa aérea passou a voar para as seguintes cidades: Natal, Brasília, Fortaleza, Ilhéus e Porto Seguro. Eram cidades atendidas por voos fretados da operadora CVC, posteriormente passaram a ter cota de voo regular. Nesse período a empresa também começou a operar quatro vezes por semana para Brasília, ligando a capital federal ao Rio de Janeiro, Curitiba e Porto Alegre.
A empresa começou a operar em 21 de dezembro de 2007 o terceiro Boeing 737-300, este utilizado para voos diários no nordeste do Brasil, atendendo novas cidades como Recife e Maceió. A quarta aeronave, do mesmo modelo, entrou em operação em 10 de fevereiro de 2008, auxiliando a compor a frequência de voos nas rotas já operadas pela empresa. Em maio de 2008 recebeu seu sexto, desta forma, ampliando o número de cidades atendidas com a inserção de Campo Grande e Cuiabá entre os seus destinos. Em julho de 2008 a Webjet conquista 3,17% de Market Share e vendas acima de R$ 30 milhões ao mês. Em outubro de 2008, atinge 900 funcionários na empresa e vendas acima de R$ 39 milhões ao mês. Em novembro entra em operação a nona aeronave e a Webjet conquista 3,67% de Market Share. Em dezembro de 2008 mais duas aeronaves entram em operação. A Webjet terminou 2008 com um total de 11 aeronaves Boeing 737-300, atendendo 13 cidades.

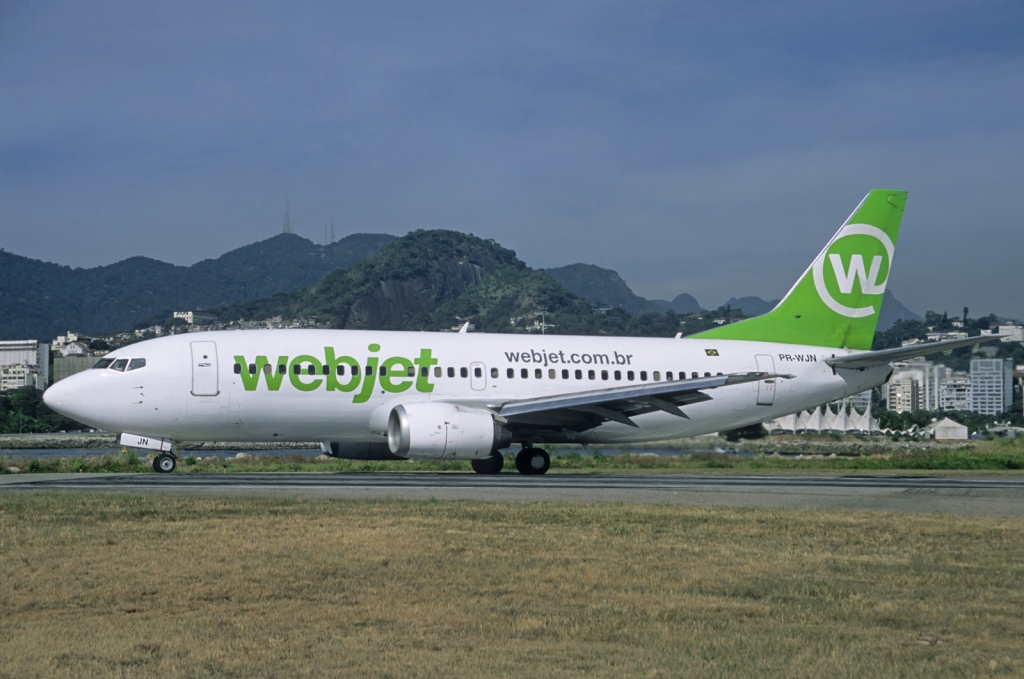
Aeronave Boeing 737-300 da WebJet com a segunda pintura.

A Webjet Linhas Aéreas comunicou no dia 13 de fevereiro de 2009 que o executivo José Wagner Ferreira, com larga experiência no mercado de aviação, assume a presidência da companhia aérea. A empresa ocupava o quarto lugar no mercado doméstico, atrás da TAM, GOL e Azul, respectivamente. Wagner atuou, durante 25 anos, na VASP, onde chegou à vice-presidência, e, nos últimos nove anos, no mesmo cargo na TAM. O administrador Paulo Enrique Coco, que vinha exercendo a presidência da companhia desde março de 2006, desliga-se do cargo após relevantes serviços prestados à Webjet. Nesse período, foi responsável por comandar desde o retorno das operações regulares da companhia, em maio de 2006, até a aquisição da empresa pelo Grupo CVC, em 2007. O novo presidente da Webjet, Wagner Ferreira, disse à imprensa ao assumir o cargo que a sede da empresa continuaria no Rio, mas que seria transferida para um espaço bem maior, de mil metros quadrados, no Rio Office Park, na Av. Abelardo Bueno, Barra da Tijuca, nas proximidades do Riocentro. Cento e quarenta profissionais atuariam no novo escritório. Outro ponto que ratificava a permanência da base da empresa no Rio era a instalação de um centro de operação e manutenção da Webjet no Aeroporto Internacional do Galeão.
Logo em seguida, em Março de 2009 a Companhia lançou uma nova pintura e novo interior, na logomarca aparecia o W, e a cor verde foi aplicada com mais ênfase. O modelo adotado por Wagner Ferreira novamente foi tornar a Webjet em uma empresa de baixo custo (low cost low fare), onde foi a primeira empresa aérea brasileira com venda de lanches a bordo das aeronaves. As aeronaves Boeing 737-300 operados passaram de uma configuração de 132 assentos para 148. No Brasil, houve nessa época, uma melhora da qualidade de vida de brasileiros da classe C, muitos conseguiram viajar em transporte aéreo pela primeira vez, e a Webjet almejava esse público, as passagens aéreas podiam ser compradas em 10 vezes sem juros no cartão de crédito.
Em dezembro de 2010, a Webjet ampliou ainda mais seus destinos, começando a operar em Navegantes (Aeroporto Internacional de Navegantes), Foz do Iguaçu (Aeroporto Internacional de Foz do Iguaçu) e Ribeirão Preto (Aeroporto de Ribeirão Preto). A partir do Aeroporto de Ribeirão Preto a empresa pretendia diversos destinos. O planejado era tornar Ribeirão Preto a central de seus voos (hub), no mesmo modelo que a Azul Linhas Aéreas estava aplicando no Aeroporto de Viracopos, em Campinas. Ribeirão Preto, além de a cidade ser estratégica para a companhia devido a sua área de abrangência, atenderia aproximadamente 4 milhões de habitantes com alto poder aquisitivo. Em agosto de 2011 iniciou suas operações no aeroporto de Uberlândia (MG) de onde partiam voos para Rio de Janeiro, Belo Horizonte e Salvador.
Apesar de todo esse crescimento que a empresa apresentou, fontes não oficiais diziam que os acionistas estavam tendo um certo descontentamento com os resultados apresentados pela Webjet, uma vez que o crescimento era fruto do investimento de capital implantado. Ficou também evidenciado que a Webjet não conseguiria atender toda a demanda de voos fretados para CVC, na mesma forma que a TAM atendia muito bem. Posteriormente mesmo com as mudanças implementadas por Wagner Ferreira, as mudanças implantadas foram custosas e já era a última cartada dada pela CVC, e era aberta a intenção de venda da companhia, como candidatas a Gol e a Ryanair.
Em 8 de Julho 2011, a companhia aérea Gol anunciou a intenção de comprar a Webjet em uma negociação no valor de R$ 96 milhões. Esta compra reforçava a posição da Gol ser a segunda maior companhia aérea do Brasil (em passageiros embarcados), se aproximando da TAM. Também pelo interesse no uso dos slots (horários de tráfego de voos) de aeroportos centrais utilizados pela Webjet. Nesse momento as duas empresas operaram como empresas irmãs, iniciando certas sinergias.
Essa união de Webjet e Gol, acabou somando 45,65% de participação no mercado. A TAM, líder do mercado na época, tinha 38,89%.
Meses após o anúncio da compra pela Gol, a companhia administradora repassou três de suas aeronaves para a Webjet. Foram três Boeings 737-800SFP, e entraram em operação a partir de dezembro de 2011, todos com a mesma configuração de 184 assentos, e ainda possuíam matrículas de aeronave Gol.
Em fevereiro de 2012, a Webjet iniciou suas operações no Terminal 4 de Guarulhos, sendo a primeira companhia a operar nesse novo terminal.
No dia 10 de outubro de 2012, o CADE (Conselho Administrativo de Defesa Econômica) aprovou a compra da Webjet pela VRG Linhas Aéreas S/A, nome da holding que comandava a Gol Linhas Aéreas. Assim, a Gol teve a liberdade de absorver todo o operacional da Webjet, e aos poucos a marca Webjet foi sendo desativada. No dia 17 de outubro de 2012, o website da Webjet sai do ar, e as vendas de voos WH são direcionadas para os canais da Gol. A partir desta data, inicia-se o processo de unificação das operações entre as duas companhias.
No dia 21 de Novembro de 2012, o CADE autorizou a extinção oficial da operadora e a marca Webjet, tendo inclusive as flags da Webjet sendo removidas definitivamente do website de compras de passagens da Gol. As aeronaves Boeing 737-800SPF retornaram à Gol, e as demais Boeing 737-300 foram vendidas e/ou voltaram aos arrendatários.
Em 23 de novembro de 2012 a Gol anuncia fim da Webjet e demissão de 850 empregados. No mês seguinte, o Ministério Público do Trabalho ajuizou ação civil pública contra a empresa visando à reintegração dos demitidos, julgada procedente em primeiro grau. A Gol, entretanto, não cumpriu a decisão judicial e foi multada em R$ 4,6 milhões, tendo sido a exigibilidade da multa suspensa pelo Tribunal Superior do Trabalho. Em 27 de maio de 2015, o processo tramitava no TST, onde se analisava a proposta de acordo formulada pelo Ministro Ives Gandra Martins.
Em 6 de junho de 2017, a Gol Linhas Aéreas, com o objetivo de otimizar e simplificar sua estrutura organizacional, em cumprimento do artigo 157 da Lei n° 6404 de 15 de dezembro de 1976, que proporciona economia tributária decorrente do aproveitamento de saldos acumulados de prejuízos fiscais, foi proposta pela administração do Smiles, programa de vantagens da Gol, a reorganização societária a ser implementada por meio da incorporação da Smiles pela Webjet. A marca Webjet ainda pertence à Gol, e a partir de então administra o Smiles.
Desde o início das atividades aéreas da Webjet, em 2005, até o seu fim, em 2012, nenhuma de suas aeronaves sofreu acidentes.

## Frota
A Webjet operava aeronaves Boeing 737-300, 737-800, com capacidade para 148, 184 passageiros,configurados em classe única. A maioria dos Boeing 737-800 foram automaticamente transferidas  para a Gol linhas aéreas
| Aeronave       | Total        | Passageiros (Executiva/Economica) |
| -------------- | ------------ | --------------------------------- |
| Boeing 737-300 | 24           | 148(0/148)                        |
| Boeing 737-800 | 6            | 184(0/184)                        |
| Total          | 30 aeronaves |                                   |

## Aeronaves utilizadas pelaWebjet
| Prefixo | Aeronave         | Serial | Ano f.f | Notas                                         |
| ------- | ---------------- | ------ | ------- | --------------------------------------------- |
| PR-WJA  | Boeing 737-322   | 24663  | 1990    | Ex N388UA / N401TZ                            |
| PR-WJB  | Boeing 737-341   | 25050  | 1991    | Ex PP-VOU / PR-BRG                            |
| PR-WJC  | Boeing 737-341   | 25051  | 1991    | Ex PP-VOV / PR-BRF                            |
| PR-WJD  | Boeing 737-33A   | 23922  | 1991    | Ex EC-EHZ / PP-VOM / TF-ABK / OO-VEE / PT-SSK |
| PR-WJE  | Boeing 737-33A   | 25057  | 1991    | Ex PT-TEQ / PP-SOK / PT-MNJ                   |
| PR-WJF  | Boeing 737-341   | 24936  | 1990    | Ex PP-VOO                                     |
| PR-WJG  | Boeing 737-322   | 24452  | 1989    | Ex N359UA / PR-GLB                            |
| PR-WJH  | Boeing 737-341   | 26856  | 1992    | Ex PP-VPB                                     |
| PR-WJI  | Boeing 737-341   | 26857  | 1992    | Ex PP-VPC                                     |
| PR-WJJ  | Boeing 737-341   | 24935  | 1990    | Ex PP-VON                                     |
| PR-WJK  | Boeing 737-33A   | 23830  | 1988    | Ex LN-NOS / CS-TKC / CS-TIO / PR-BRA / PR-BRY |
| PR-WJL  | Boeing 737-36N   | 28590  | 1997    | Ex SP-LME                                     |
| PR-WJM  | Boeing 737-36Q   | 28660  | 1997    | Ex G-THOK                                     |
| PR-WJN  | Boeing 737-36Q   | 29327  | 1998    | Ex G-THOI                                     |
| PR-WJO  | Boeing 737-3Q8   | 26295  | 1993    | Ex N295AN                                     |
| PR-WJP  | Boeing 737-3Q8   | 26309  | 1994    | Ex TS-IEF                                     |
| PR-WJQ  | Boeing 737-3U3   | 28742  | 1998    | Ex N360PR / ZF-FRE                            |
| PR-WJR  | Boeing 737-36N   | 28566  | 1997    | Ex PP-VPT / PK-GGT                            |
| PR-WJS  | Boeing 737-3Y0   | 24465  | 1989    | Ex 9MAEB / EI-BZF                             |
| PR-WJT  | Boeing 737-3Y0   | 24908  | 1991    | Ex TC-SUP / G-LGTE                            |
| PR-WJU  | Boeing 737-36N   | 28560  | 1997    | Ex B-2977 / SE-RHU                            |
| PR-WJV  | Boeing 737-36N   | 28567  | 1997    | Ex PP-VPU / PK-GGU / SE-RHV                   |
| PR-WJW  | Boeing 737-33A   | 27267  | 1994    | Ex VH-CZU / YR-BAA                            |
| PR-WJX  | Boeing 737-33A   | 25033  | 1991    | Ex LN-KKA / Atualmente PR-CID                 |
| PR-GTI  | Boeing 737-8EH/W | 34280  | 2006    | SFP / Pertencente à Gol linhas aéreas         |
| PR-GTJ  | Boeing 737-8EH/W | 34656  | 2006    | SFP / Pertencente à Gol linhas aéreas         |
| PR-GTU  | Boeing 737-8EH/W | 34269  | 2007    | SFP / Pertencente à Gol linhas aéreas         |
| PR-GGD  | Boeing 737-8EH/W | 34275  | 2008    | SFP / Petrencente à Gol linhas aéreas         |
| PR-GGF  | Boeing 737-8EH/W | 35826  | 2008    | SFP / Pertencente à Gol linhas aéreas         |
| PR-GGT  | Boeing 737-8EH/W | 35830  | 2009    | SFP / Pertencente à Gol linhas aéreas         |

## Cargas
A Webjet manteve parceria com a empresa SmartCargo e posteriormente com a Tec Cargo para o transporte de cargas. A Webjet ampliou o seu foco quando resolveu explorar, de maneira compartilhada, os negócios com carga. Para tanto, formou uma aliança estratégica com a empresa de logística, especializada na remessa TECA - TECA.